# Чемоданов, Михаил Михайлович
Михаи́л Миха́йлович Чемода́нов (26 октября (7 ноября) 1856, село Боровица, ныне Мурашинский район Кировской области, Орловский уезд, Вятская губерния — 16 (29) января 1908, Москва, Российская империя) — врач-одонтолог, один из основоположников научной стоматологии в России, участник Пироговских съездов и международных медицинских конгрессов, автор работ по методике лечения болезней зубов, один из инициаторов создания Московского одонтологического общества (1891), редактор журнала «Одонтологическое обозрение» (1899—1904), преподаватель Высших зубоврачебных курсов и первых российских зубоврачебных школ.
Автор медицинских иллюстраций к лекциям Н. В. Склифосовского, учебникам по анатомии Д. Н. Зернова и гинекологии В. Ф. Снегирёва и своим научным работам.
Художник-карикатурист, сотрудник журналов «Зритель», «Будильник», «Осколки», «Стрекоза» и др., автор открыток с политическими карикатурами, направленными против самодержавия. Выступал под псевдонимами Струна, Добромыслов, Лилин (М. Лилин), Эмче, Икс, Игрек, Червь, И. Грек.

## Биография и деятельность

### Ранние годы
Родился в 1856 году в Орловском уезде Вятской губернии в семье сельского священника. С ранних лет проявил способности к рисованию. Начальное образование получил в Вятской гимназии (1870—1876), в годы учёбы подрабатывал уроками и рисованием декораций для любительских постановок. В 1876 году поступил на Медицинский факультет Московского университета. Получил известность в студенческой среде карикатурами на профессора химии В. В. Марковникова, начал сотрудничать с московскими юмористическими журналами в качестве карикатуриста.
В 1881 году, после публикации политической карикатуры Чемоданова в журнале «Свет и тени», повлекшей приостановку выпуска издания цензурой, уехал в Тифлис, где продолжил выступать с карикатурами в журнале «Фаланга», вскоре также закрытом, затем возобновлённом под названием «Гусли». В 1882 году, после закрытия «Гуслей» вернулся в Москву, окончил университет.
С 1882 года сотрудничал с журналом «Будильник», публиковался под псевдонимами Струна, Добромыслов, Лилин, Эмче. Вскоре из-за преследований цензуры уехал из Москвы в Вятскую губернию.
В связи с нарастанием цензурных запретов Чемоданов записал в дневнике:
Я хотел быть врачом, но думал врачевать не отдельных индивидуумов, а общественные язвы, и орудием исцеления я избрал не скальпель, а перо и карандаш… <…> Но беспощадная цензура обрезала крылья, и я, убеждённый в бесполезности или по крайней мере в ничтожной полезности своей карикатуры при настоящих цензурных условиях, складываю излюбленное оружие и меняю перо и карандаш на скальпель и стетоскоп.

### Медицинская деятельность
Уехав в Вятскую губернию, работал земским врачом в селе Верхошижемы.
В 1888 году вернулся в Москву, по приглашению Н. В. Склифосовского занял должность ординатора хирургической клиники медицинского факультета Московского университета.
В 1892 году по рекомендации Склифосовского выбрал специализацию стоматолога. Работал в клинике, занимался научной деятельностью, преподавал на Высших зубоврачебных курсах и в первых российских зубоврачебных школах. Был одним из основоположников научной стоматологии в России. Изучал лечение болезней молочных зубов и периодонтитов, на клиническом материале разработал методику и показания к применению ампутационного метода лечения пульпита (работа «Amputatio pulpae dentis»). Участвовал в Пироговских съездах и международных медицинских конгрессах, выступал с докладами по вопросам зубоврачевания в научных обществах.
Был одним из основателей созданного в 1891 году Московского одонтологического общества, в 1899—1904 годах — редактором ежемесячного научного журнала «Одонтологическое обозрение» (совместно с И. М. Коварским, С. П. Урениусом). Занимался иллюстрированием медицинской литературы (лекции Н. В. Склифосовского, учебники по анатомии Д. Н. Зернова и гинекологии В. Ф. Снегирёва, собственные научные работы).
По свидетельству академика И. М. Майского, Чемоданов был «одним из самых популярных дантистов в Москве» — в долгих очередях желающие попасть на приём пациенты проводили время за чтением, вязанием, вышиванием, знакомились, занимались «сплетнями и флиртом»; ходила устная легенда о том, как познакомившиеся на приёме молодые люди «за время лечения зубов пережили страстный роман, закончившийся счастливым браком» — посажёным отцом на свадьбу был приглашён Чемоданов.

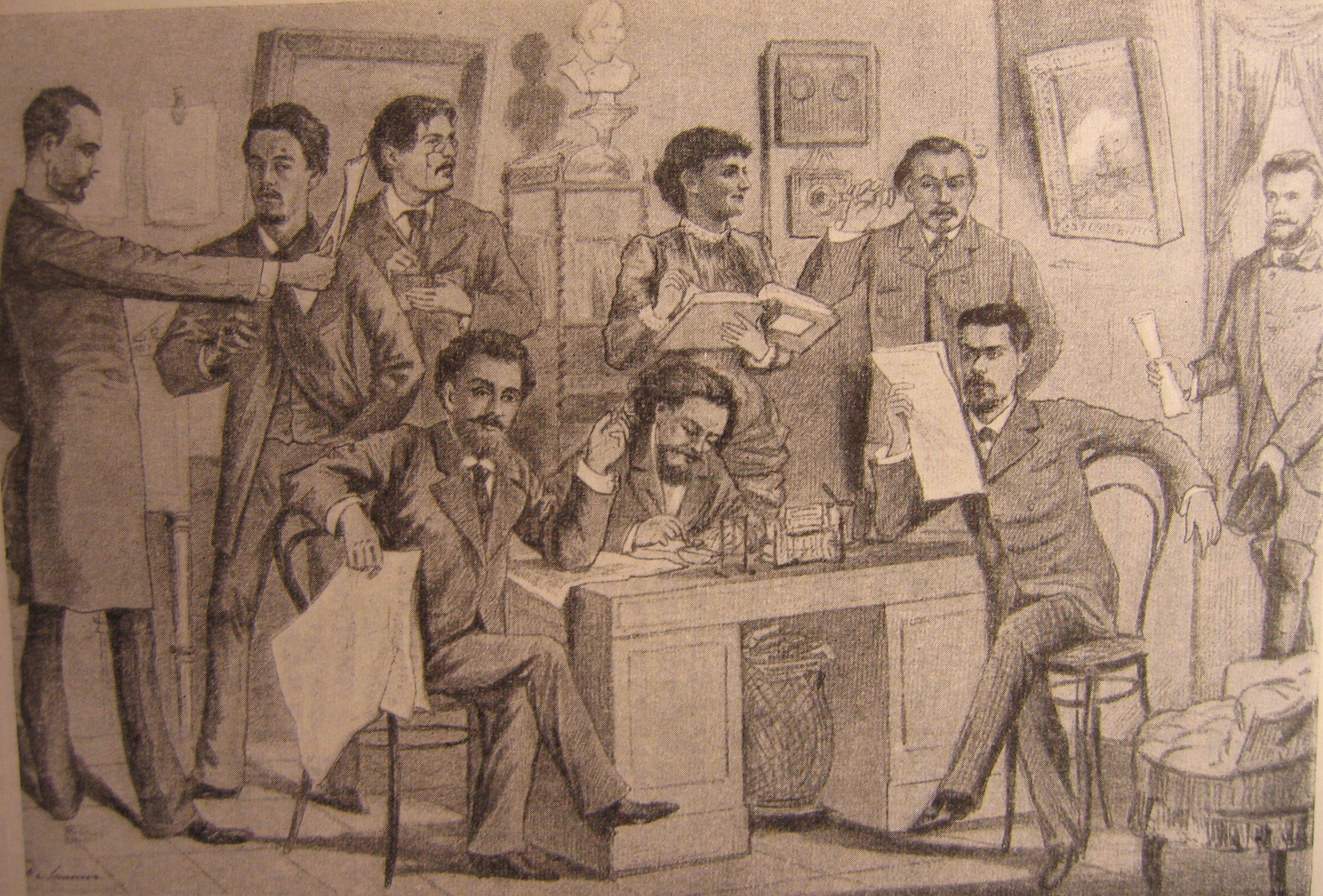
Редакционный день «Будильника». 1885. 2-й слева — А. П. Чехов, 1-й справа — В. А. Гиляровский. Рис. М. М. Чемоданова (Лилина)

### Журнальная работа
В разные годы Чемоданов сотрудничал с журналами «Зритель», «Будильник», «Осколки», «Стрекоза» и др. Работал с В. М. Дорошевичем, В. А. Гиляровским, А. П. Чеховым и др.
Выступал под псевдонимами Червь, Лилин, Икс, Игрек.
Предметом карикатур Чемоданова, носивших главным образом, политический характер, были порядки в царской России и проблемы российской действительности 1880—90-х годов.

### Политическая деятельность. Арест и гибель
В 1905 году Чемоданов увлёкся революционными идеями, посещал митинги и собрания, подписывал петиции, занимался сбором средств на революционные нужды. Сблизился с кругом московских большевиков, сочувствовал идее вооружённого восстания, однако в партию не вступил.
Вновь обратился к рисованию, создав серию политических карикатур, направленных против самодержавия. Объектами карикатур Чемоданова были Николай II, П. А. Столыпин, С. Ю. Витте Д. Ф. Трепов, А. Г. Булыгин и др. правительственные деятели.
Карикатуры в тысячах экземпляров были подпольным образом отпечатаны в московской типографии Д. И. Песчанского и выпущены в виде открыток, распространявшихся нелегально. Доходы от распространения поступали в Московский комитет РСДРП и комитет Красного Креста «в пользу заключённых и ссылаемых».
Карикатуры подписывались псевдонимами Икс, Игрек, Червь, И. Грек. Работы Чемоданова печатались также в большевистских журналах «Жало» и «Крамола».
Открытки были обнаружены жандармами у задержанных подпольщиков, в октябре 1906 года в квартире Чемоданова на Пречистенском бульваре, 17 был произведён обыск, не давший вещественных доказательств. Следующий обыск прошёл в декабре, Чемоданов был задержан и заключён под стражу по постановлению московского градоначальника А. А. Рейнбота.
Содержался в Бутырской тюрьме. В результате пребывания в нетопленной одиночной камере заболел крупозной пневмонией. После долгих ходатайств родных был выпущен «на поруки» в связи с болезнью. Скончался в январе 1908 года, не дожив до суда. Похоронен на Ваганьковском кладбище (уч. 27).

## Художественные особенности и оценки творчества
Коллега Чемоданова по журнальной работе публицист В. М. Дорошевич писал о нём:
«Радикальный» карикатурист. Волосы в разные стороны. «Жестокое перо». Про него говорили:

— Чемоданов, чтобы рисовать, вырывает перо из живого гуся. Чинит его отравленным кинжалом и макает этому же гусю в желчь!
По свидетельству самого Чемоданова, идеалом его юности был М. Е. Салтыков-Щедрин:
…орудие сатиры было <…> заманчиво для меня, я мечтал быть Щедриным в своей карикатурной деятельности".

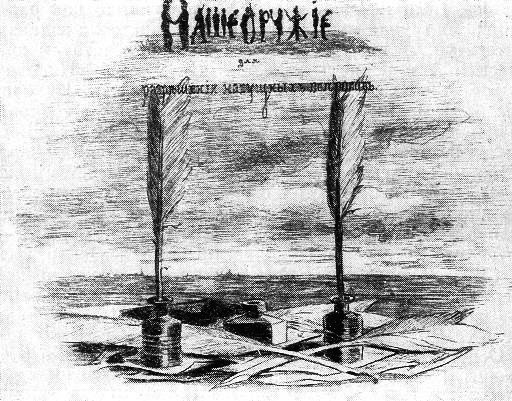
М. Чемоданов. Наше оружие для разрешения насущных вопросов (Свет и тени. М., 1881. 16 мая. № 19)

Публиковавшиеся в журналах работы Чемоданова 1880—90-х годов характеризуются использованием приёмов эзопова языка. По свидетельствам современников и оценкам исследователей, широкий общественный резонанс получила карикатура «Наше оружие для разрешения насущных вопросов» (1881), повлекшая запрет опубликовавшего её журнала «Свет и тени» и увольнение цензора. Рисунок был создан после убийства императора Александра II и недавней казни «первомартовцев». На первый взгляд карикатура с изображением двух чернильниц с гусиными перьями нацелена на высмеивание бюрократии, но первая часть заголовка составлена из фигур вооружённых солдат, а вторая образует перекладину замаскированной в рисунке виселицы с петлёй в виде шрифтовой виньетки. К. И. Чуковский приводил этот рисунок Чемоданова в качестве показательного примера применения «„партизанской“ эзоповой речи» в печати 1880-х годов: прошедшая «сквозь рогатки цензуры» виньетка — «казалось бы, вполне безобидн[ая], с такою же безобидною надписью… прозвучала проклятием всему самодержавному строю».
В. А. Гиляровский отмечал мастерство Чемоданова в обходе цензурных ограничений — часто карикатуры проникали в печать путём предоставления художником цензору неоконченного карандашного наброска, к которому впоследствии, на заверенном цензором листе, добавлялись 2—3 штриха, проявляющие портрет известного политического деятеля:
М. М. Чемоданов улыбался и набрасывал проекты карикатур такие, что комар носа не подточит. В каждом номере журнала появлялись такие карикатуры, смысл которых разгадывался уже тогда, когда журнал выходил в свет".

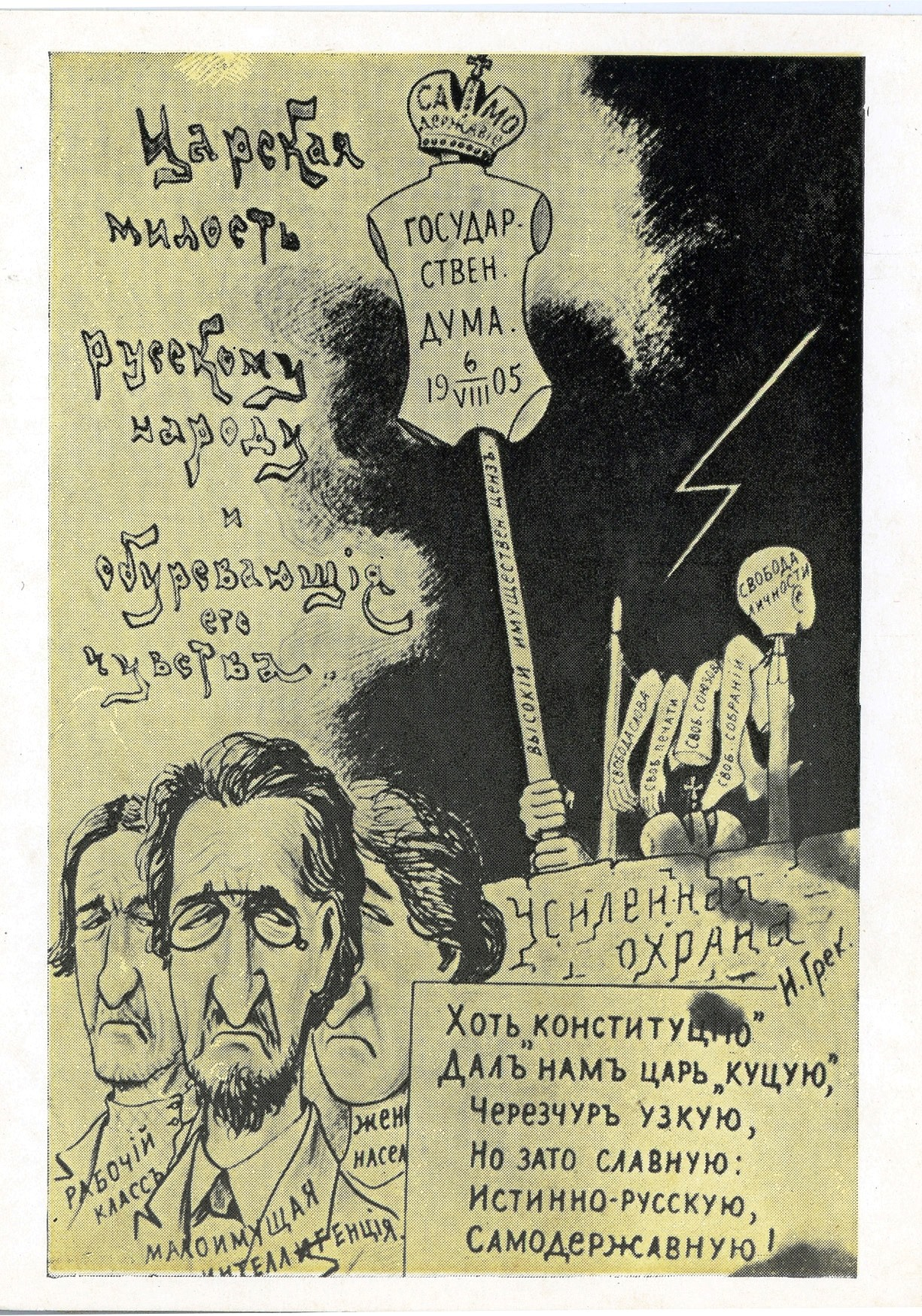
М. Чемоданов (псевд.: И. Грек). Царская милость русскому народу и обуревающие его чувства. Открытка. 1905. Типография Д. И. Песчанского (Москва)

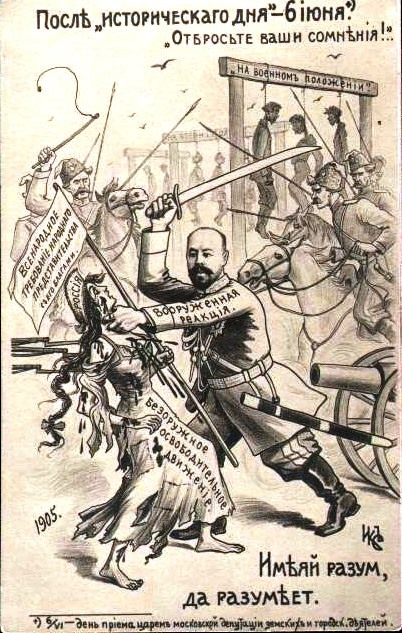
М. Чемоданов (псевд.: Икс). После «исторического дня» — 6 июня. «Отбросьте ваши сомнения!..» Открытка. 1905. Типография Д. И. Песчанского (Москва)

Работы Чемоданова периода революции 1905 года, нелегально распространявшиеся в виде открыток, представляют собой незамаскированные политические высказывания, тексты на открытках часто содержат конкретные политические требования.
Исследователь истории открытки Э. Б. Файнштейн указывает на особенность датировки и нумерации чемодановских открыток: в период революционного подъёма (9 января — 10 марта 1905) открытки датируются конкретными числами, сюжеты привязаны к определённым политическим событиям; со спадом революционного движения (1906) на открытках указываются только месяц и год их создания. Нумерация в одних случаях означает последовательность рисунка в серии, посвящённой определённой политической теме, в других — свидетельствует о масштабе издания.
По оценке Э. Б. Файнштейна, содержание работ Чемоданова определяют «исключительная меткость и сила политической сатиры», открытки представляют собой своего рода «историю первой русской революции, переложенную на сатирический язык карикатуры» .

## Наследие
Вклад М. М. Чемоданова в становление научной стоматологии отмечен в энциклопедиях и учебных пособиях для студентов высших медицинских учебных заведений.
Карикатуры Чемоданова стали предметом изучения исследователей. В 1970-х годах его работы переиздавались в составе серии открыток «Из истории русской революционной открытки», выпускавшейся издательством «Изобразительное искусство».
Материалы, связанные с жизнью и работой М. М. Чемоданова, хранятся в Музее истории и реконструкции Москвы, Государственном Русском музее, Российском государственном архиве литературы и искусства. Государственном центральном музее современной истории России.

## Научные работы
- Чемоданов М. М. Amputatio pulpae dentis // Зубоврачебный сборник. — М., 1898. — № 5—12.
- Чемоданов М. М. О судьбе корневой пульпы после ампутации на основании клинических наблюдений [Начало] // Одонтологическое обозрение : журнал. — М., 1901. — № 7. — С. 365.
- Чемоданов М. М. О судьбе корневой пульпы после ампутации на основании клинических наблюдений [Окончание] // Одонтологическое обозрение : журнал. — М., 1901. — № 9. — С. 489.
- Чемоданов М. М. Отсутствие пульпы не нарушает рассасывание корней молочных зубов [Начало] // Одонтологическое обозрение : журнал. — М., 1901. — № 3. — С. 129, 194.
- Чемоданов М. М. Отсутствие пульпы не нарушает рассасывание корней молочных зубов [Окончание] // Одонтологическое обозрение : журнал. — М., 1901. — № 5. — С. 247.
- Чемоданов М. М. К вопросу о лечении гнойных периодонтитов [Начало] // Одонтологическое обозрение : журнал. — М., 1901. — № 4. — С. 187.
- Чемоданов М. М. К вопросу о лечении гнойных периодонтитов [Окончание] // Одонтологическое обозрение : журнал. — М., 1902. — № 5. — С. 351.

## Комментарии
1. ↑  Согласно указанию племянника Чемоданова доктора исторических наук академика И. М. Майского, псевдоним образован от имени жены художника.
2. ↑  Из переписки от начала 1897 года известно, что Чемоданов оказывал матери Чехова Евгении Яковлевне медицинскую помощь (изготовил зубной протез)[9].
3. ↑  По др. источникам, чахоткой[15].

### Архивные источники, публикации и документы
- Чемоданов Михаил Михайлович (1856—1908) — художник-карикатурист //   РГАЛИ. Ф. 907. Оп. 1. — Рисунки М. М. Чемоданова. Политические карикатуры: «По поводу белостокского погрома и следующего затем разоблачения в Государственной думе» (1905), «Руки коротки!» (1906), «После разоблачения члена Государственной думы князя Урусова» (1906), «Иллюстрация настроений после роспуска Государственной думы» (1906) и др. 7 ед. хр. 1905—1906.
- Новонайденные и несобранные письма Чехова / публ. Ш. Ш. Богатыpёва, В. П. Вильчинского, Н. И. Гитович и др. // Чехов / АН СССР. Отд-ние лит. и яз. — М. : Изд-во АН СССР, 1960. — Т. 68. — С. 202. — 974 с. — (Литературное наследство / ред.: В. В. Виноградов (гл. ред.), И. И. Анисимов  … [и др.] ; т. 68). — 12 000 экз. — ISSN 0130-3627.
- Чемоданов М. № 5. «Царская милость русскому народу...» (№ 5); «Старая басня на новый лад» (№ 13). 1905 // Из истории русской революционной открытки / сост. и авт. текста В. Шлеев ; ред. А. Тюрин. — М.: Изобразительное искусство, 1974. — 35 000 экз.
- М. М. Чемоданов // Русское слово : газ. — М., 1908. — Вып. 31 (18)  января.

### Справочные издания
- Чемоданов, Михаил Михайлович // Энциклопедический словарь Гранат. — М. : Т-во «Бр. А. и И. Гранат и К°», 1929. — Т. 45, ч. III : Христианстад — Чети. — Стб. 692—693.
- Чемоданов Михаил Михайлович // Большая медицинская энциклопедия : в 30 т. / гл. ред. акад. Б. В. Петровский ; [Акад. мед. наук СССР]. — 3-е изд. — М. : Сов. энциклопедия, 1986. — Т. 27 : Хлоракон — Экономика здравоохранения. — 576 с.

### Исследования
- Белицкий Я. М., Глезер Г. Н. «Хочу снова начать рисовать» // Рассказы об открытках / Яков Белицкий, Георгий Глезер. — М. : Радио и связь, 1986. — 144 с. — 100 000 экз.
- Файнштейн Э. Б. В мире открытки / Эммануил Файнштейн. — М. : Планета, 1976. — С. 43—45. — 131 с.
- Файнштейн Э. Оружием революционной открытки // Наука и жизнь : журнал. — М., 1985. — № 11. — С. 8—9.
- Чуковский К. И. Мастерство Некрасова. Ч. 2: Мастерство. V. Эзопова речь // Собрание сочинений : в 15 т. / Корней Чуковский ; предисл. и коммент. Б. Мельгунова и Е. Чуковской. — М. : Терра — Книжный клуб, 2005. — Т. 10 : Мастерство Некрасова. Статьи (1960—1969). — С. 610. — 736 с. — ISBN 978-5-4467-0020-2.

### Статьи
- Видута В. К. Врач, революционер, учёный М. М. Чемоданов // Советское здравоохранение : журнал. — М., 1983. — № 4. — С. 58.
- Дружинин Н. Доктор Чемоданов // Коммунист : журнал. — М., 1982. — № 1. — С. 63—66.
- Коварский М. О. Михаил Михайлович Чемоданов // Стоматология : журнал. — М., 1948. — № 4. — С. 57.
- Рябов Г. З. Врач-революционер // Здоровье : журнал. — М., 1956. — № 2.

### Критика и мемуарные источники
- В. А. Гиляровский. Москва газетная // Собрание сочинений : в 4 т. / Владимир Гиляровский. — М. : Полиграфресурсы, 1999. — Т. 3 : Москва газетная. Друзья и встречи. — 851 с. — (Б-ка школьника). — ISBN 5-87548-024-6.
- Дорошевич В. М. Н. Л. Пушкарёв // Русское слово : газ. — М., 1907. — Вып. 11 января.
- Майский И. М. Мой дядя Чемоданов // Воспоминания советского посла : в 2 т.. — М. : Наука, 1964. — Т. 1.